# Harris (Minnesota)
Harris és una població dels Estats Units a l'estat de Minnesota. Segons el cens del 2000 tenia 1.121 habitants.

## Demografia
Segons el cens del 2000, Harris tenia 1.121 habitants, 377 habitatges, i 286 famílies. La densitat de població era de 21,9 habitants per km².
Dels 377 habitatges en un 42,7% hi vivien nens de menys de 18 anys, en un 63,4% hi vivien parelles casades, en un 6,4% dones solteres, i en un 23,9% no eren unitats familiars. En el 19,6% dels habitatges hi vivien persones soles el 8,5% de les quals corresponia a persones de 65 anys o més que vivien soles. El nombre mitjà de persones vivint en cada habitatge era de 2,97 i el nombre mitjà de persones que vivien en cada família era de 3,37.
Per edats la població es repartia de la següent manera: un 32,7% tenia menys de 18 anys, un 6,7% entre 18 i 24, un 33% entre 25 i 44, un 19,5% de 45 a 60 i un 8% 65 anys o més.
L'edat mediana era de 34 anys. Per cada 100 dones de 18 o més anys hi havia 111,2 homes.
La renda mediana per habitatge era de 49.545 $ i la renda mediana per família de 51.719 $. Els homes tenien una renda mediana de 37.917 $ mentre que les dones 25.703 $. La renda per capita de la població era de 18.258 $. Entorn de l'1,8% de les famílies i el 4,9% de la població estaven per davall del llindar de pobresa.

## Poblacions més properes
El següent diagrama mostra les poblacions més properes.